# Männliturm
Der Männliturm ist einer von neun Türmen der Museggmauer in der Stadt Luzern. Er befindet sich zwischen dem Nölliturm und dem Luegislandturm. Der Turm ist nach dem «eisernen Männli» benannt, einer Halbfigur eines zwei Meter hohen geharnischten Kriegers mit Fähnchen und Schwert. Diese bildet die Spitze eines der beiden Erkertürmchens im Zinnenkranz.
Das Gebäude weist eine Höhe von 33 Metern auf und ist somit der dritthöchste Turm der Museggmauer. 125 Treppenstufen führen zur Aussichtsplattform auf ca. 30 Meter Höhe. Diese bietet eine Rundumsicht auf die Stadt Luzern den Vierwaldstättersee die Reuss sowie den Pilatus.

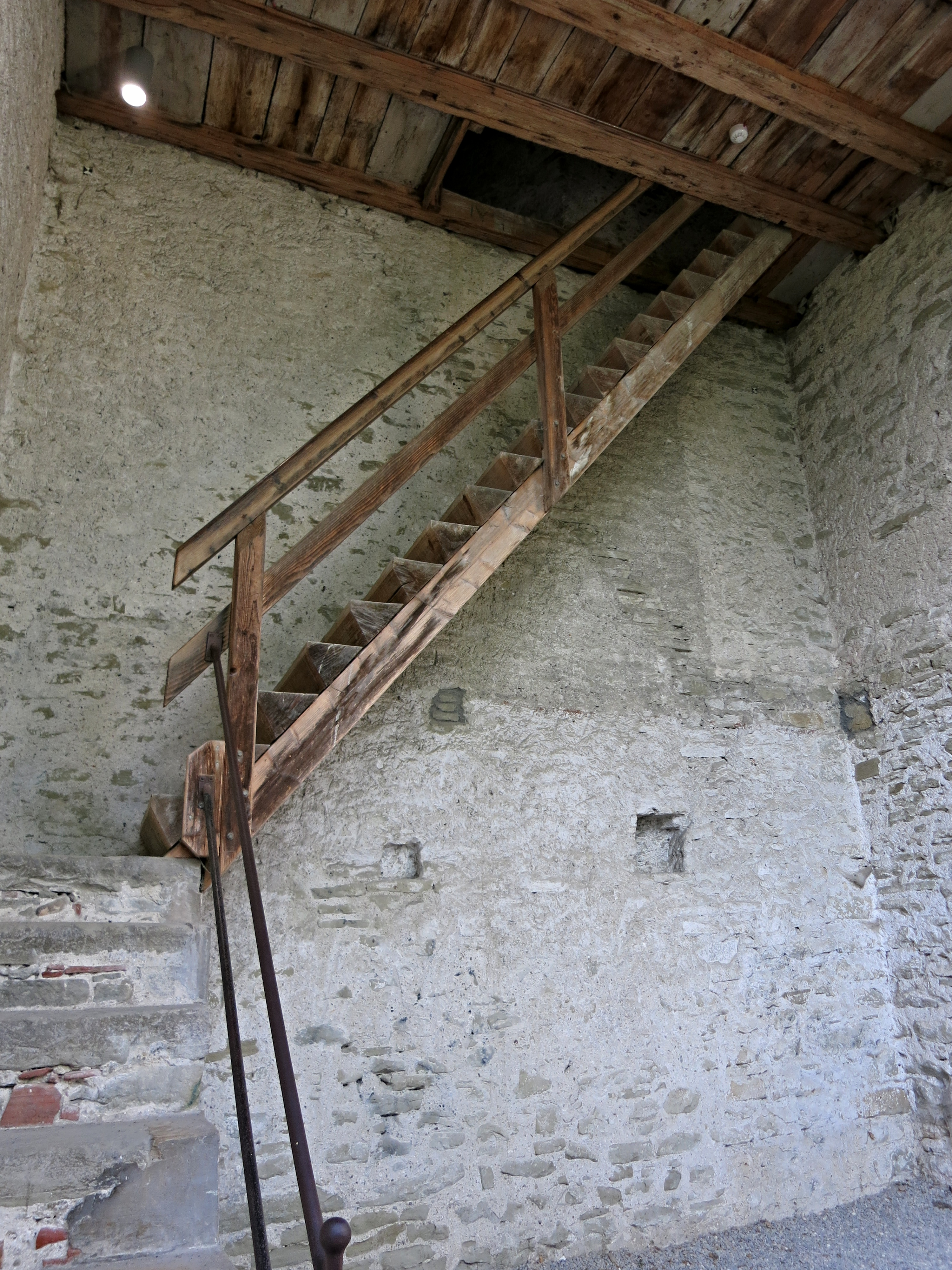
Treppe im Männliturm
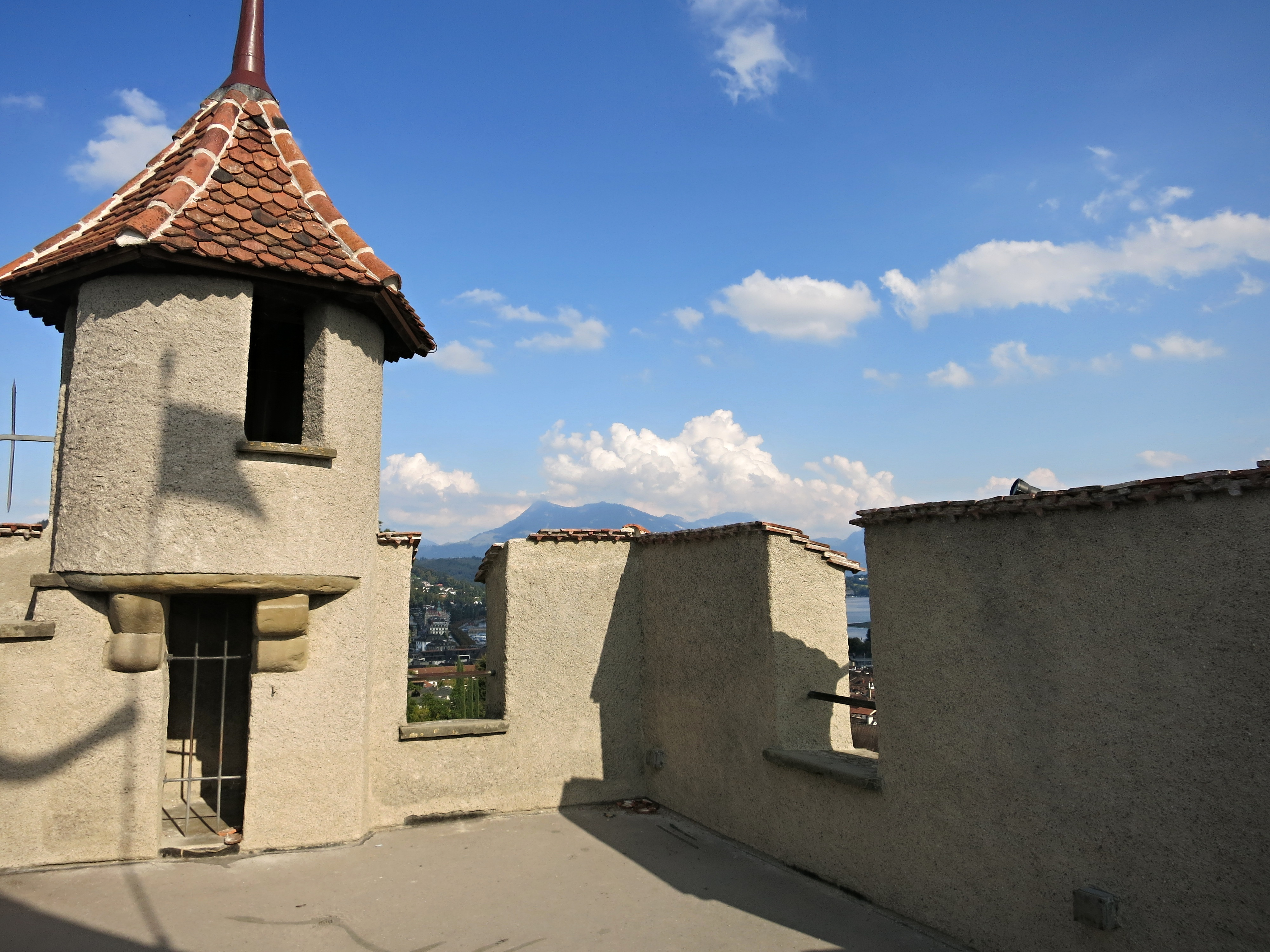
Aussichtsplattform
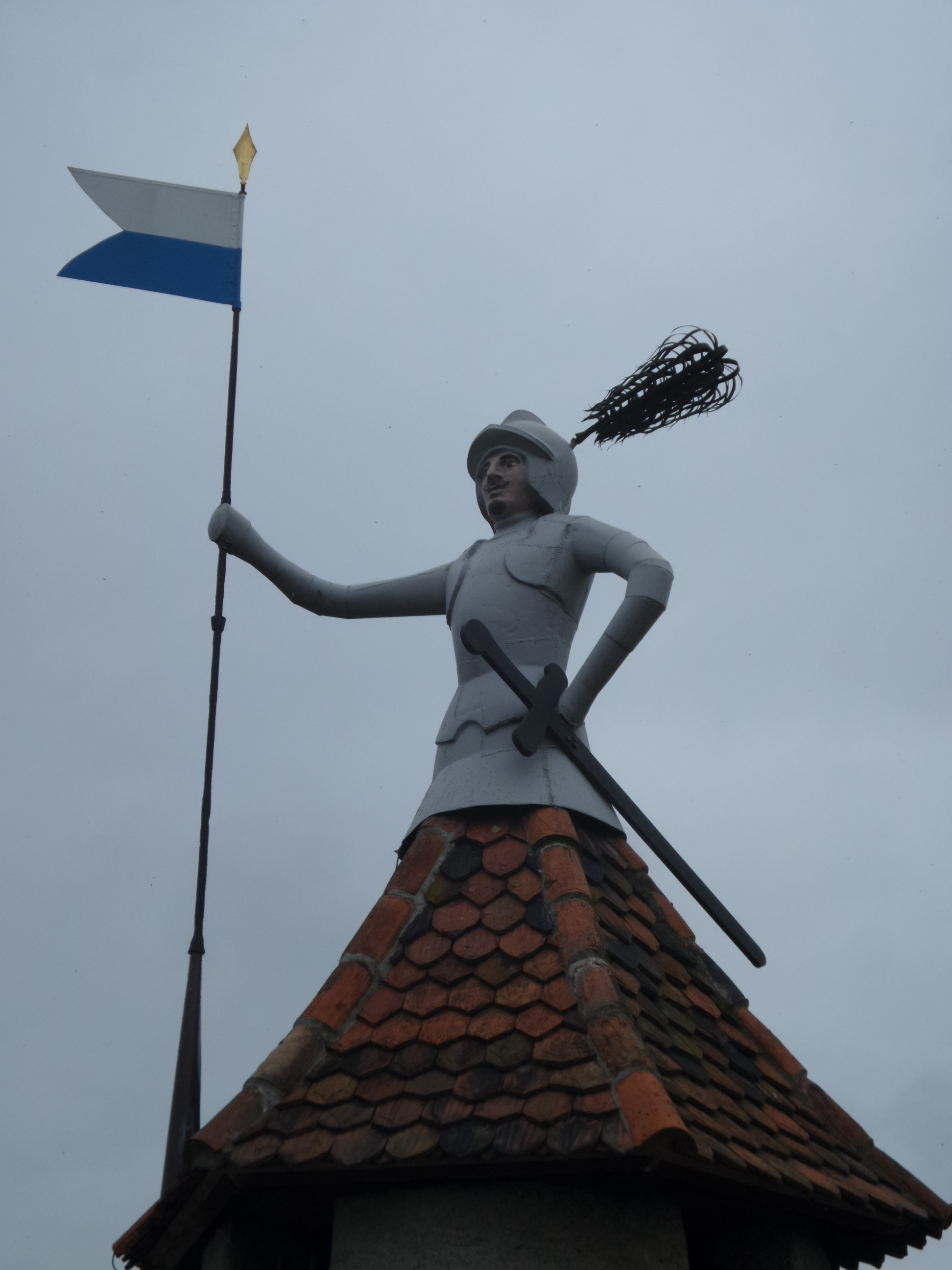
Das «eiserne Männli»

## Geschichte
Der Turm wurde im 15. Jahrhundert erbaut. Ab 1847 wurde der Turm bis nach dem Zweiten Weltkrieg für militärische Zwecke benutzt.
Seit 1978 ist der Turm für die Öffentlichkeit zugänglich.